# Begum Samru

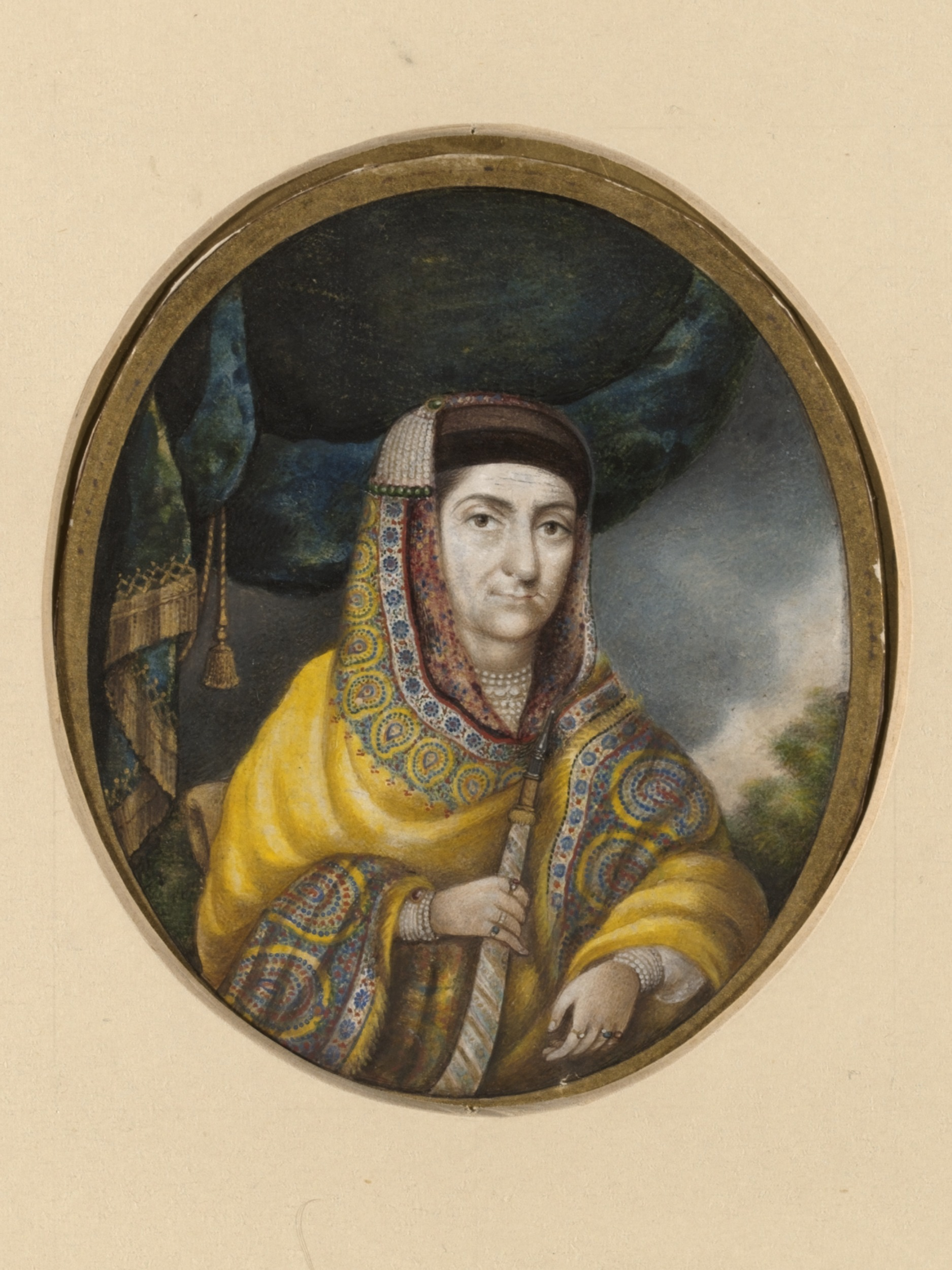
Portret van Begum Samru door Jiwan Ram, rond 1830.

Begum Joanna Nobilis Sombre (1750 - Sardhana, 27 januari 1836) of kortweg Begum Samru (Urdu: begum = "vrouwe"; devanagari: बेगम समरू; perso-arabisch: بیگم سمرو) was bestuurster van de stad Sardhana in het noorden van India. Ze regeerde met behulp van een door Europese huurlingen geleid leger vanuit deze stad een min of meer zelfstandig vorstenstaatje. Begum Samru was oorspronkelijk een courtisane die van haar echtgenoot of minnaar, de Europese avonturier Walter Reinhardt Sombre, de macht over Sardhana erfde. Ze bleek een kundig bestuurster en voerde zelf haar troepen aan op het slagveld. Bij haar dood liet ze een aanzienlijk fortuin na. 

## Levensloop
Begum Samru werd geboren onder de naam Farzana Khanqui. Ze kwam uit een islamitische, oorspronkelijk Arabische familie, die tot de lagere adel van Kasjmir behoorde. Haar vader Asad Khanqui stierf toen ze tien jaar was, waarna ze met haar moeder naar de Mogolhoofdstad Delhi trok. Na de dood van haar moeder werd ze hier opgeleid tot danseres en courtisane ("nautch"). In 1765, op 14-jarige leeftijd, kwam ze in aanraking met de Europese avonturier Walter Reinhardt Sombre. Reinhardt was destijds 45 jaar oud en verliet zijn (islamitische) vrouw, met wie hij een kind had, om met het meisje te gaan samenwonen. Of er ook sprake van een huwelijk was tussen Reinhardt en Farzana Khanqui is onduidelijk, maar de laatste nam vanaf dat moment Reinhardts bijnaam "sombre" aan. Reinhardt diende Mirza Najaf Khan, de vizier van Mogolkeizer Shah Alam II. Als dank voor zijn diensten kreeg hij in 1777 het gebied rond de stad Sardhana in leen.
Toen Reinhardt in 1778 stierf werd Begum Samru als zijn opvolgster aangesteld door de Mogolkeizer, op voorspraak van Reinhardts officieren. De begum (letterlijk "vrouwe" in het Urdu) bestuurde niet alleen Sardhana, maar was ook aanvoerster van Reinhardts vijf bataljons met sepoys (Indische huursoldaten) en 300 Europese huurlingen. In 1781 liet ze zich bekeren tot de rooms-katholieke kerk, waarbij ze de naam Joanna aannam, misschien met Jeanne d'Arc in gedachten. Begum Samru was de enige christelijke leider van een vorstenstaat in de Indiase geschiedenis.

Begum Samru en haar hofhouding rond 1830. De figuur in het zwart aan haar rechterhand is haar adoptiezoon en erfgenaam David Ochterlony Dyce.

De begum bleek een trouwe vazal. In 1787 was haar legertje onderdeel van een coalitie die de Mogolkeizer, Shah Alam II, bevrijdde toen deze in Delhi gevangen gehouden werd door zijn vizier Ghulam Qadir. Toen Najaf Quli Khan in 1788 in opstand kwam tegen de Mogolkeizer, voerde Begum Samru haar troepen zelf aan in de slag bij Gokulgarh, waar ze een belangrijke rol speelden in de overwinning van de keizerlijke troepen. Haar legeraanvoerder was de Ierse avonturier George Thomas, die later bekend zou worden als "radja van Tipperary". Later liet ze Thomas vervangen door de bevelhebber van haar kanonniers, de Fransman Pierre Antoine Levassoult. In 1792 trouwde ze in het geheim met Levassoult. 
De zoon van Reinhardts eerste vrouw, die zich als rechtmatige bestuurder van Sardhana zag, leidde in 1795 een opstand tegen Begum Samru, met name omdat Levassoult impopulair was onder zijn soldaten. De begum en haar echtgenoot vluchtten uit Sardhana, maar werden achterhaald door de opstandige huurlingen. Levassoult pleegde zelfmoord door zichzelf door het hoofd te schieten, maar de begum raakte slechts gewond toen ze zichzelf van het leven probeerde te beroven. Ze werd gevangengenomen en in Sardhana op een kar gebonden en tentoongesteld. George Thomas kwam echter zijn voormalige patrones te hulp met zijn huurlingen en wist de begum in haar positie als bestuurster van Sardhana te herstellen. Haar stiefzoon werd verbannen naar Delhi, waar hij in 1803 stierf. Zijn dochter werd door de begum uitgehuwelijkt aan een van haar officiers. Uit dit huwelijk werd een zoon geboren, David Ochterlony Dyce, die aan het hof van de begum opgroeide en door haar als haar erfgenaam werd benoemd.
Begum Samru onderhield in Sardhana een eigen hofhouding en schonk grote sommen geld aan katholieke instellingen over heel India. In Sardhana liet ze een basiliek bouwen. Toen de Maratha's in 1802 George Thomas uit de weg ruimden lieten ze de begum ongemoeid. In het erop volgende jaar werden de Maratha's verslagen door de Britten, die daarmee de macht over het noorden van India in handen kregen. In onderhandelingen met de Britse generaal Gerard Lake werd afgesproken dat de begum tot haar dood over Sardhana kon blijven regeren, waarna het bestuur aan de Britten toe zou vallen. Desondanks zou de begum bij haar dood in 1836 een fortuin nalaten aan haar erfgenaam David Ochterlony Dyce. De laatste stierf kinderloos, waarna de erfenis inzet werd van langslepende rechtszaken.